# Baggs
Baggs és una població dels Estats Units a l'estat de Wyoming. Segons el cens del 2000 tenia 348 habitants.

## Demografia
Segons el cens del 2000, Baggs tenia 348 habitants, 147 habitatges, i 88 famílies. La densitat de població era de 274,2 habitants/km².
Dels 147 habitatges en un 32% hi vivien nens de menys de 18 anys, en un 44,9% hi vivien parelles casades, en un 9,5% dones solteres, i en un 40,1% no eren unitats familiars. En el 29,3% dels habitatges hi vivien persones soles el 10,9% de les quals corresponia a persones de 65 anys o més que vivien soles. El nombre mitjà de persones vivint en cada habitatge era de 2,37 i el nombre mitjà de persones que vivien en cada família era de 2,97.
Per edats la població es repartia de la següent manera: un 26,1% tenia menys de 18 anys, un 6,3% entre 18 i 24, un 31% entre 25 i 44, un 25,6% de 45 a 60 i un 10,9% 65 anys o més.
L'edat mediana era de 39 anys. Per cada 100 dones de 18 o més anys hi havia 100,8 homes.
La renda mediana per habitatge era de 29.688 $ i la renda mediana per família de 38.250 $. Els homes tenien una renda mediana de 32.031 $ mentre que les dones 21.250 $. La renda per capita de la població era de 20.812 $. Entorn del 7,9% de les famílies i el 14,9% de la població estaven per davall del llindar de pobresa.

## Poblacions més properes
El següent diagrama mostra les poblacions més properes.